# Кровицкий, Лев Аркадьевич
Лев Аркадьевич Кровицкий (27 февраля 1900, Санкт-Петербург — 27 декабря 1961, Ленинград) — советский актёр театра и кино. Заслуженный артист Республики (1934), Заслуженный деятель искусств Таджикской ССР (1944).

## Биография
Родился 27 февраля 1900 года в Санкт-Петербурге в семье отца, который служил наборщиком в типографии и матери, которая являлась домашней хозяйкой.
Учился в частной гимназии. После её окончания в 1918 году, Кровицкий пошёл в Школу русской драмы имени В. Н. Давыдова при Петроградском академической драматическом театре, которую окончил в 1922 году. Служил таким театрам, как «Театр Комедии имени Акимова» и «БДТ», снимался в кино.
Ушёл из жизни 25 декабря 1961 года в Ленинградее.

## Фильмография
- 1936 — Депутат Балтики — редактор газеты
- 1937 — Большие крылья — инженер Загривкин
- 1940 — Танкер «Дербент» — Нейман, инженер
- 1941 — Антон Иванович сердится — дирижёр
- 1942 — Швейк готовится к бою — майор Мюллер
- 1943 — Мы с Урала — Бабкин, начальник снабжения отдела
- 1944 — Кащей Бессмертный — судья
- 1946 — Во имя жизни — учёный
- 1947 — Жизнь в цитадели — Вярихейн
- 1961 — «Пёстрые рассказы. Водевиль» — Замазурин

## Звания и награды
- 1934 — Заслуженный артист Республики[1]
- 1944 — Заслуженный деятель искусств Таджикской ССР[1]